# بيل إدغار
بيل إدغار (بالإنجليزية: Bill Edgar)‏ هو لاعب كرة قدم أمريكية أمريكي، ولد في 17 سبتمبر 1898 في مورنينغ سن في الولايات المتحدة، وتوفي في 18 ديسمبر 1970 في بتلر في الولايات المتحدة.

## وصلات خارجية
- بيل إدغار على موقع مرجع كرة القدم المحترفة.كوم (الإنجليزية)